# Caloptilia burgessiella
Caloptilia burgessiella är en fjärilsart som först beskrevs av Philipp Christoph Zeller 1873.  Caloptilia burgessiella ingår i släktet Caloptilia och familjen styltmalar. Inga underarter finns listade i Catalogue of Life.